# 삼일중학교 (경기)
삼일중학교(三一中學校)는 대한민국 경기도 수원시 팔달구 매향동에 있는 사립 중학교이다.

## 학교 연혁
- - 1903.05.07 교회유지 이00, 임00, 나00 제씨의 발기로 개교
- 1903년 5월 7일 : 교회 유지 이하영, 임면수, 나중석 등 발기로 삼일학교 창립(보시동교회, 현 종로교회에서 개교)
  - 1905.02.03 초대 교장으로 김00씨를 추대함
- 1946년 12월 : 교명을 삼일중학교로 개칭
  - 1905.05.15 수원시 유지 강OO씨가 학교 유지비로 3,000원, 나OO씨가 대지 900명을 기증
- 1962년 3월 : 교명을 수원동중학교로 변경
  - 1906.01. 종로교회로 이전
- 1968년 11월 : 교명을 삼일중학교로 복원 변경
  - 1908.09.01 교회와 사회 유지로 더불어 경영해 오다가 재정난으로 미국 감리교회 남선교회에 이관
- 2006년 2월 : 서철 목사 학교법인 삼일학원 이사장 취임
  - 1908.09.07 사립학교령에 의해 이00 학부대신으로부터 삼일학교 설립인가를 받음
- 2007년 3월 : 남녀공학으로 전환(남 160명, 여 69명 입학)
  - 1923.11.22 노블 감리사의 주선으로 미국 아담스 교회로부터 당시 미화로 $10,000 기부를 받아 본관2층 양옥을 신축하고 종로 교회에서 이전함
- 2016년 3월 : 양지용 교장 취임
  - 1931.04.01 김00 교장 취임
- 2018년 1월 : 제72회 졸업식 162명(총인원 22,579명)
  - 1940.03.10 고 최00 선생의 기념 4교실을 신축
- 2018년 3월 : 입학식
  - 1940.11.09 일제강압으로 교명을 팔달 심상고등소학교로 개칭
  - 1946.09.01 교명을 수원삼일학교로 복구
  - 1946.12.12 미군정정 문교부장관으로부터 본교 고등과를 수원 초등중학교로 승격인가 받음
  - 1950.03.30 최00 희씨 재단법인 삼일학원 이사장에 취임함
  - 1950.06.08 재단법인 삼일학원 설립인가를 받음
  - 1951.08.24 사립국민학교 제37회 최종 졸업식 거행
  - 1952년 4월 5일 :  매향동 본교사로 복교
  - 1956.05.16 차00 교장 취임
  - 1960.05.31 김00 교장 취임
  - 1961.10.01 고00 교장 취임
  - 1962.03.20 수원 동중학교로 교명 개칭
  - 1964.01.01 장OO 교장 취임 재단법인 삼일학원을 학교법인 삼일학원으로 개칭
  - 1965.12.09 최00씨 학교법인 삼일학원 이사장 퇴임
  - 1965.12.09 김OO씨 학교법인 삼일학원 이사장 취임
  - 1966년 5월 4일 : 서철김00 목사 학교법인 삼일학원 이사장 취임
  - 1968.11.20 교명을 삼일 중학교로 변경
  - 1976.05.01 박00 감독 학교법인 삼일학원 이사장 취임
  - 1980년 11월 24일 : 장00 교장 퇴임 (중·고 분리)
  - 1980.11.24 허OO 교장 취임
  - 1988.12.26 이00 목사 학교법인 삼일학원 이사장 취임
  - 1991.03.25 박00 교장 취임
  - 1999.03.01 이00 교장 취임
  - 2002.03.01 정00 교장 취임
  - 2004.05. 전국 소년 체전 우승(3연패)
  - 2006.02. 서O 목사 학교법인 삼일학원 이사장 취임
  - 2006.03. 임00 교장 취임
  - 2006.09.01 백OO 교장 취임
  - 2006.10. 축구부 창단
  - 2007년 3월 :2007.03.02 남녀공학으로 전환 (신입생 남 160명, 여 69명, 총 229명 입학)
  - 2008.04.30 제45회 경기도 축구협회장기 우승
  - 2008.07.10 제26회 협회장배 농구대회 1위
  - 2008.12.17 학교평가 우수교 표창 수상
  - 2008.12.31 영어교육 우수교 표장 수상
  - 2013.09. 혁신학교 지정교 선정
  - 2013. 12. 기초학력신장 우수교 표장
  - 2013. 12. 혁신학교 우수교 표창
  - 2014년 9월 : 이00 교장 취임
  - 2015. 12. 혁신학교 우수교 표창
  - 2015. 12. 사학기관 평가 우수학교 선정
  - 2016년 3월 : 양00 교장 취임
  - 2016. 12. 초학력신장 우수교 표창
  - 2018년 2월 : 장00 학교법인 삼일학원 이사장 취임
  - 2019년 9월 : 유OO 학교법인 삼일학원 이사장 취임
  - 2023년 3월 : 이00 교장 취임
  - 2023년 11월 :  학교법인 삼일학원 120주년 기념
  - 2025년 3월 : 정00 교장 취임

## 참고 자료
- 삼일중학교 - 한국교육학술정보원 학교알리미